# Lucy Mack Smith

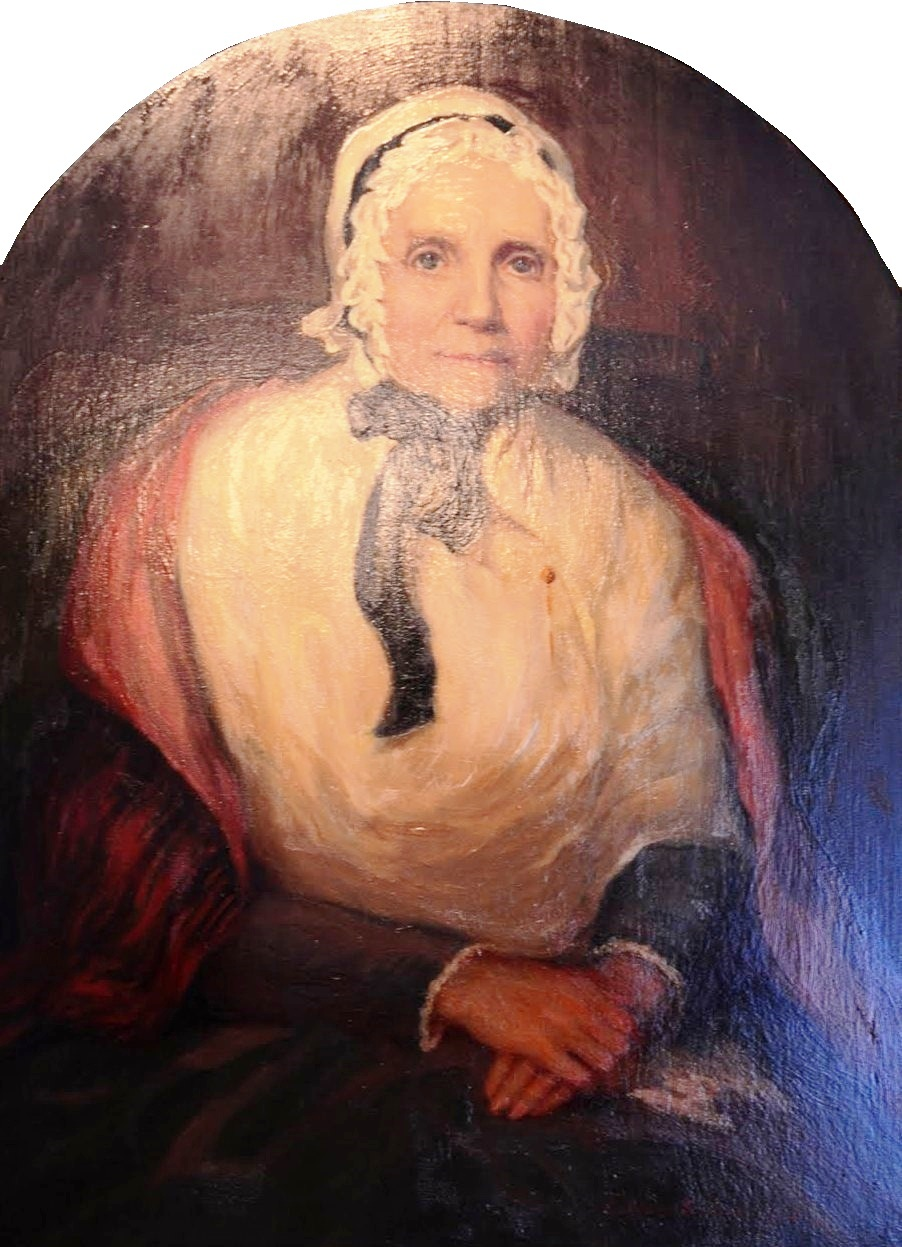
Lucy Mack Smith

Lucy Mack Smith, född 1775, död 1856, mor till Joseph Smith, grundare av Jesu Kristi Kyrka av Sista Dagars Heliga. Hon är kanske mest känd för den biografi hon skrev över denne son.
Lucy Mack föddes den 8 juli 1775, i Gilsum, New Hampshire som dotter till krigsveteranen Solomon Mack och Lydia Gates. 
Vid 20 års ålder gifte hon sig med Joseph Smith den äldre, i Tunbridge, Vermont den 24 januari 1795. 
Lucy dog den 14 maj 1856, vid 81 års ålder.

## Barn till paret Smith
Lucy Mack Smith och Joseph Smith den äldre fick elva barn tillsammans.
- Efter två års äktenskap fick Lucy ett barn som föddes och dog 1797 i Tunbridge, Vermont.
- Alvin Smith föddes den 11 februari 1798 i Tunbridge, Vermont. Alvin tog ett övergripande ansvar när det gällde att finansiera och bygga ett hus åt familjen. När Alvin dog den 19 november 1823 i Palmyra, New York tvingades familjen uppge huset och bo kvar som hyresgäster. Alvin var 25 år gammal vid sitt frånfälle. Han var inte gift och efterlämnade inga barn.
- Hyrum Smith föddes den 9 februari 1800 i Tunbridge, Vermont och dog den 27 juni 1844 i häktet i Carthage, Illinois, vid 44 års ålder.
- Sophronia Smith, född 17 maj 1803, död 28 oktober 1876.
- Joseph Smith Jr, född 23 december 1805, död 27 juni 1844. Mormonrörelsens grundare.
- Samuel H. Smith, född 13 mars 1808, död 30 juli 1844.
- Ephraim Smith, född och död 13 mars 1810.
- William Smith, född 13 mars 1811, död 13 november 1894.
- Catherine Smith, född 28 juli 1813, död 1 februari 1900.
- Don Carlos Smith, född 25 mars 1816, död 7 augusti 1841
- Lucy Smith, född 18 juli 1821, död 9 december 1882.